# Robert Olsson (TV-chef)
Robert Olsson är en svensk journalist och TV-chef.
Olsson har en bakgrund som reporter för Göteborgs-Posten och som redaktionschef för TV4 Göteborg. År 2002 anställdes han av Sveriges Television som redaktionschef för Västnytt.
År 2007 fick han en befattning som SVT:s programbeställare för samhälle, nyheter, current affairs och utrikesdokumentärer. I januari 2012 blev han istället allmän-TV-chef för SVT i Göteborg.
Hösten 2013 efterträdde Olsson Jan Axelsson som programdirektör för nyheter och samhälle.
Efter att Jan Helin utsetts till ny programdirektör blev Olsson istället tillfällig chef för allmän-TV i Göteborg. I september 2016 blev han istället programchef för samhällsredaktionen i Göteborg.
Vid utgången av 2018 slutade han som programchef och fick andra uppdrag inom SVT.
Efter en period på SVT Strategi lämnade Olsson företaget för att våren 2021 bli vd för Utgivarna. År 2023 lämnade han Utgivarna. I januari 2024 utsågs han till tf chefredaktör för Bohusläningen och Strömstads Tidning.

## Källhänvisningar
1. ↑  Reid Hoffman, Linkedin, 5 maj 2003, LinkedIn person-ID: robert-olsson-b592b244, läst: 23 december 2021.[källa från Wikidata]
2. ↑  Vecka 15, Resumé, 10 april 2007
3. ↑  Ekotchef får toppjobb på SVT, Resumé, 9 februari 2012
4. ↑  Robert Olsson ny programdirektör, Göteborgs-Posten, 3 april 2013
5. ↑  Robert Olsson tar över ansvaret för ATV i Göteborg, Vipåtv, 15 februari 2016
6. ↑  Robert Olsson ny programchef för samhälle i Göteborg, Vipåtv, 9 juni 2016
7. ↑  Robert Olsson får ny roll inom SVT, Vipåtv, 24 augusti 2018
8. ↑  ”Robert Olsson”. Journalisten. 7 januari 2021. Arkiverad från originalet den 7 januari 2021. https://web.archive.org/web/20210107160414/https://www.journalisten.se/folk/pa-nya-jobb/robert-olsson-2.
9. ↑  Utgivarnas vd lämnar: ”Jag kommer att minnas arbetet mot hot och hat”, Dagens Media, 21 februari 2023
10. ↑  Robert Olsson interim chefredaktör för Bohusläningen och Strömstads Tidning, Bohusläningen, 11 januari 2024